# シークレット・プロフェイン・アンド・シュガーケイン
シークレット・プロフェイン・アンド・シュガーケイン(Secret, Profane & Sugarcane)は、2009年に発表されたエルヴィス・コステロのアルバム。

## 収録曲
1. ダウン・アマング・ザ・ワイン・アンド・スピリッツ - Down Among the Wines and Spirits
2. コンプリケイテッド・シャドウズ - Complicated Shadows
3. アイ・フェルト・ザ・チル - I Felt the Chill Before the Winter Came
4. マイ・オール・タイム・ドール - My All Time Doll
5. ヒドゥン・シェイム - Hidden Shame
6. シー・ハンデッド・ミー・ア・ミラー - She Handed Me a Mirror
7. アイ・ドリームド・オブ・マイ・オールド・ラヴァー - I Dreamed of My Old Lover
8. ハウ・ディープ・イズ・ザ・レッド - How Deep Is the Red
9. シー・ワズ・ノー・グッド - She Was No Good
10. サルファー・トゥ・シュガーケイン - Sulphur to Sugarcane
11. レッド・コットン - Red Cotton
12. ザ・クルックド・ライン - The Crooked Line
13. チェンジング・パートナーズ - Changing Partners
14. 宿命の女 - Femme Fatle (日本盤ボーナス・トラック)
15. ホワット・ルイス・ディド・ラスト - What Lewis Did Last (日本盤ボーナス・トラック)